# 8: The Mormon Proposition
8: The Mormon Proposition es un documental estadounidense que analiza a La Iglesia de Jesucristo de los Santos de los Últimos Días (también conocida como Iglesia mormona) y su apoyo a la Proposición 8 del estado de California, que eliminó el derecho de las parejas del mismo sexo a contraer matrimonio.
Fue escrita por Reed Cowan, dirigida por Cowan y Steven Greenstreet y narrada por Dustin Lance Black. Fue estrenada el 18 de junio de 2010 por la compañía Ref Flag Releasing (RFR). Se estrenó con localidades agotadas en el Festival de Cine de Sundance en 2010.

## Sinopsis
El director Reed Cowan, ex-misionero mormón, "planeó hacer un filme acerca de los adolescentes homosexuales sin hogar y el suicidio de éstos en Utah, pero cambió su enfoque hacia la ideología mormona para mostrar cómo ésta contribuye a la homofobia que causa estos problemas". La película se enfoca en la riqueza y el poder de La Iglesia de Jesucristo de los Santos de los Últimos Días y cómo la iglesia usa a la National Organization for Marriage (Organización Nacional para el Matrimonio) para abogar la negación de los derechos de los estadounidenses pertenecientes al colectivo LGBT. El filme declara que el líder de la Iglesia Mormona, Thomas S. Monson pidió asegurar la aprobación de la controversial Proposición 8 de California. También declara que algunas personas sin hogar en Utah son adolescentes LGBT quienes fueron rechazados por sus padres mormones radicales.
De acuerdo al New York Times, el filme "descubre los documentos clasificados de la iglesia y las gran sendero de dinero producto de contribuciones mormonas que pagaron una campaña de alta potencia para aprobar la Proposición 8", haciendo notar que "los Mormones ganaron un estimado de $22 millones de dólares para la causa".

## Recibimiento
"Los Angeles Times" declara que el filme es "Un ejemplo sobresaliente y urgente de los documentales de investigación" que "es muy terrorífica por su franca presentación de cómo la Iglesia Mormona tuvo éxito en llevar a la boleta electoral la Proposición 8 de California en el 2008 y luego conseguir que fuera aprobada. Como una exposición, difícilmente hay un caso más fuerte para asegurar y fortalecer la separación de la iglesia y estado".
La Revista "Variety" dice que ""8" parece estar determinado en alcanzar a la siguiente generación de adolescentes mormones confundidos, tocando todo desde los suicidios relacionados con la identidad sexual y la vida sin hogar hasta los intentos castigadores de curar las urgencias homosexuales. En lugar de agacharse al nivel de los engañosos anuncios sobre la Proposición 8 de Focus on the Family, la película condena a la Iglesia Mormona no con mentiras, sino con sus propias palabras."
"El New York Times" llama a la película "altamente emocional"; también declara: "El documental son realmente dos filmes cosidos burdamente el uno con el otro. Los primeros dos tercios de la película cuentan la historia de la Proposición 8; el tercio final es una exploración desgarradora de los efectos en los mormones gay del estricto tabú de la iglesia sobre la homosexualidad." Concluye que "La película muestra el profundo odio hacia la homosexualidad debido a la religion, como la del aborto, al ser primordial."
El "Village Voice" declaró: "Buceando en la triste ironía de un grupo de norteamericanos que niega a otro grupo sus derechos bajo el pretexto de la defensa de la libertad norteamericana y sus ideales, el director Reed Cowan busca el objetivo de ilustrar cómo la iglesia Mormona maneja la política Californiana, y cómo la homofobia de la iglesia ha arruinado las vidas de sus feligreses homosexuales fieles. Cowan hace un potente equilibrio entre el corazón y la cabeza, yuxtaponiendo momentos emocionalmente desgarradores (es especialmente doloroso un segmento en donde homosexuales Mormones trazan intentos pasados de suicidio) con retratos autocríticos de políticos Mormones y funcionarios de la iglesia, así como el periodismo puro y duro del reportero Fred Karger, quien esquematiza exhaustivamente el rol de la iglesia en concebir y financiar la Prop. 8. La película, cuyo bajo presupuesto es subrayado en cursis recreaciones dramáticas" y sugiere algunas fallas, pero luego pasa a decir que "las fallas palidecen contra lo que está ilustrado, que no es cómo fue aprobada la Proposición 8, sino es acerca del funcionamiento sórdido y cínico de nuestra máquina política."
Michelle Orange de la revista "Movieline" dijo: "Programada para ser lanzada en el segundo aniversario de la legislación de California sobre el matrimonio gay, 8: The Mormon Proposition marca la ocasión con un furioso réquiem. Triste y justo en su recuento de los meses entre la aprobación del proyecto de ley y la noche de elección en noviembre de 2008, el filme reúne un caso condenatorio contra la Iglesia de Jesucristo de los Santos de los Últimos Días, que encabezó una campaña masiva para revocar los derechos al matrimonio gay." Ella concluye: "Pero fueron los californianos--no los mormones o sus constituyentes de Utah--quienes votaron por la Proposición 8, el 70% fueron votantes negros; ¿en qué estaban pensando? Aunque hay bastante información esclarecedora y acusadora acerca del periodo previo a la votación, no encontrarás la respuesta a esa pregunta aquí."
"Newsweek" llamó al filme "un desordenado y a veces cursi vistazo a cómo la iglesia Mormna influyó en la iniciativa californiana del 2008 prohibiendo el matrimonio gay.", también dice: "Lo gracioso es que es que en sus últimos 20 minutos The Mormon Proposition se convierte en un filme lacerante, escandaloso y tristemente abrumador--el tipo de filme que haría que incluso los fundamentalistas reconsideraran los derechos gay. Esta es la sección donde la película esencialmente para de hablar de la Prop. 8 y comienza a hablar acerca de la actitud de la iglesia Mormona hacia la homosexualidad en general." Concluye que "en su mejor momento, al final del filme, The Mormon Proposition no recuerda--no, nos insiste en recordar--que demonizar a un grupo no hace al mundo un mejor lugar."
El "Wall Street Journal" hace notar que "como centro de atención en el sufrimiento de las parejas del mismo sexo y de individuos que son rechazados por su familia y líderes de iglesia, el filme tiene éxito. Sin embargo, su crítica al reciente activismo político de la iglesia, es tan torpe como muchas de las acusaciones de mediados del siglo 19 contra la iglesia." Dice: "La narrativa básica de la película también es convincente. Describe cómo la Proposición 8 al quedarse rezagada en las encuestas, hizo que la jerarquía de la iglesia determinara que otros conservadores religiosos no estaban poniendo de su parte. Por lo tanto, la iglesia ordenó a sus miembros convertirse en un "poderoso ejército", como lo dijo el líder principal en una transmisión de video obtenido por los realizadores de la película." Y: "Una iglesia infame por su defensa a la poligamia a finales del siglo 19 se ha convertido en el espinazo de la campaña contra el matrimonio gay en el siglo 21." El crítico también declata que: "El espectro del dinero mormón que se consiguió durante el filme parece una versión moderna de viejos miedos acerca de los financieros judíos controlando al gobierno y la economía norteamericana. El esfuerzo mormón hizo la diferencia sólo porque los californianos están más o menos divididos en el tema de los matrimonios del mismo sexo."
Sean Gandert del "Paste Magazine" dice: "El documental intenta mostrar cómo la iglesia secretamente reunió a sus miembros hacia esta causa para lo que inicialmente era una disposición impopular, y cuenta con un impresionante nivel de investigación y un enfoque relativamente hábil." También hace notar que 8, "pasa más tiempo del que debería en el tratamiento general de la iglesia hacia la homosexualidad, eventualmente dirigiéndose hacia una racha desagradable de evidente desprecio hacia la fe mormona. El filme también fracasa en tomar en cuenta todos los demás factores en juego durante la elección del 2008, estrechando los eventos a una explicación mormona. 8 tiene buenas intenciones, pero está muy cegada por sus propios prejuicios para hacer justicia a su causa."
El "San Francisco Chronicle" hace notar que el filme está "marcado por un lenguaje cargado y un tono propagandístico que socava en lugar de promover sus propósitos." Concluye que: "La película casi hunde sus dientes en un interesante argumento: Debido a la vigorosa participación de la iglesia Mormona en la política, ¿no debería ser revocada su estado de exención de impuestos? Pero la película abandona esa discusión casi tan pronto como la abordó, para hablar acerca de la angustia de los jóvenes mormones gay."
El diario "Deseret News", propiedad de la Iglesia mormona, llamó al filme "una presentación dura, supuestamente de no ficción" que es parcial, inepta e ineficaz desde un punto de vista narrativo. La crítica también declara que los realizadores no mostraron las opiniones de las casi 7 millones de personas que votaron por la medida.

## Respuesta de la Iglesia de Jesucristo de los Santos de los Últimos Días
Cuando The Washington Post pidió comentarios, la Iglesia mormona, a través de su vocero Michael Purdy, envío una declaración oficial, citada por Los Angeles Times y que decía lo siguiente:

«No hemos visto 8: The Mormon Proposition. Sin embargo, juzgando el trailer y el material que se encuentra online, parece que la precisión y la verdad son materias raras en este filme. Aunque hemos dado muchas entrevistas sobre este tema, no tenemos deseos de participar en algo tan obviamente parcial. (...) Claramente, cualquiera que busque un balance y una discusión seria en este tema tendrá que buscar en otro lado».